# Paulo França
Paulo França (Curitiba, 28 de fevereiro de 1952 – Blumenau, 2 de abril de 2022) foi um político brasileiro, filiado ao Movimento Democrático Brasileiro (MDB).

## Carreira política
Foi deputado à Assembleia Legislativa de Santa Catarina na 17ª legislatura (2011 — 2015).

## Morte
Sua morte foi confirmada em 2 de abril de 2022, devido a um câncer.